# Metatesi (retorica)
La metatesi è una figura retorica che consiste nell'inversione dell'ordine normale dei sintagmi.
Come nella metatesi fonetica, si distingue anche in retorica una metatesi a contatto (detta anastrofe) da una metatesi a distanza (detta iperbato).